# Intercloud exchange
L'InterCloud Exchange si presenta come soluzione per affrontare il problema dei modelli di comunicazione tra sistemi di cloud (vedi Cloud Computing) con una piattaforma di inter-scambio tra sistemi di cloud che si basa sul modello degli Internet exchange point.
L'InterCloud Exchange è una piattaforma naturale cui le cloud si connettono fisicamente e virtualmente – cioè sia tramite connessioni fisiche sia attraverso schemi condivisi - e dove possono scambiare dati, potenza di calcolo, mettere in comunicazione sistemi e applicazioni attraverso l'utilizzo di protocolli standard e di regole condivise. Come gli Internet Exchange hanno dimostrato di essere una risorsa importante per il funzionamento di Internet perché facilitano la connessione e la comunicazione tra le reti, migliorando le performance complessive del network, così gli InterCloud Exchange possono diventare l'omologo per i sistemi di Cloud Computing. 
Internet : Internet Exchange = Cloud Computing : Cloud Computing Exchange
Il modello degli InterCloud Exchange permette da una parte di superare il lock-in assicurando la possibilità comunicazione tra cloud e dall'altra la nascita di un vero e proprio mercato del Cloud Computing, Cloud Market (Buyya et al., 2008), dove regole certe e strumenti standard permettono di poter ingaggiare in modo fluido sistemi differenti.  Grazie alla disponibilità di punti di accesso neutrali - mediando la terminologia degli Internet Exchnage chiamati anche NAP (Neutral Access Point) - e la nascita di un mercato dedicato, possono svilupparsi varie soluzioni di cloud che si caratterizzano per differenti politiche di sicurezza, di trattamento dei dati, livelli di servizio, prezzi, ecc., producendo un considerevole effetto innovativo. 
Questo nuovo mercato rappresenta l'aspetto più interessante del Cloud Computing. Esso introduce un utilizzo dinamico delle risorse, realizza pienamente il disaccoppiamento tra componente fisica e virtuale, permettendo di ingaggiare una qualunque infrastruttura di cloud presente sul mercato indipendentemente dalla propria disponibilità fisica, e rende possibile la nascita di nuovi sistemi e nuovi attori tecnologici ed economici. Un mercato in cui chiunque può potenzialmente offrire potenza di calcolo senza possedere risorse fisiche ma avvalendosi delle proprie capacità di “trading on the cloud”.  Il cloud market si caratterizza per quattro elementi: 
1. le risorse computazionali sono virtuali o meglio diventano un servizio che è possibile utilizzare in modo dinamico e mutare a seconda delle caratteristiche della domande e dell'offerta;
2. “la proprietà è un contratto” cioè il possesso fisico si smaterializza nei sistemi virtualizzati e dunque il controllo è definito da accordi specifici - tipicamente SLA (Service Level Agreement) che diventano sempre più evoluti comprendendo ad esempio le modalità di trattamento dei dati;
3. la comunicazione tra cloud è continua e tecnicamente complessa e porta alla nascita di sistemi di mediazione o brokeraggio che facciano incontrare domanda e offerta, anche in modo automatico;
4. il trading di risorse avviene in tempo reale perché dal lato della domanda è possibile ingaggiare le cloud in modo dinamico e dal lato dell'offerta è possibile modificare a seconda delle esigenze la propria proposta di servizio.

Perché tutto questo sia possibile, è necessario che i costi di transazione cioè d'ingaggio del cloud market siano razionalmente bassi e l'InterCloud Exchnage è fondamentale in questo senso in quanto fornisce, naturalmente non da solo ma come parte del sistema, una piattaforma di comunicazione sia fisica che virtuale; un punto di accesso neutrale al nuovo mercato della nuvole.